# Vela ai Giochi della XIX Olimpiade - 5,5 metri
La competizione della classe 5,5 metri di vela ai Giochi della XIX Olimpiade si è svolta nei giorni dal 14 al 21 ottobre 1968 nella baia di Acapulco.

## Partecipanti
| Nazione          | Equipaggio                                                         |
| ---------------- | ------------------------------------------------------------------ |
| Australia        | William Solomons, Gilbert Kaufman, James Hardy                     |
| Canada           | Stan Leibel, Ernest Weiss, Jack Hasen                              |
| Danimarca        | William Berntsen, Erik Johansen, Christian Hansen                  |
| Francia          | Pierre Brétéché, Gilles Buck, Roger Tiriau                         |
| Germania Ovest   | Rudolf Harmstorf, Harald Stein, Karl-August Stolze                 |
| Gran Bretagna    | Robin Aisher, Adrian Jardine, Paul Anderson                        |
| Italia           | Giuseppe Zucchinetti, Antonio Carattino, Domenico Carattino        |
| Messico          | Carlos Braniff, Antonio Recamier, Iker Belausteguigoitia           |
| Norvegia         | Crown Prince Harald, Eirik Johannessen, Stein Føyen                |
| Porto Rico       | Lee Gentil, Hovey Freeman, James Fairbank                          |
| Stati Uniti      | Gardner Cox, Steve Colgate, Stuart Walker                          |
| Svezia           | Ulf Sundelin, Jörgen Sundelin, Peter Sundelin                      |
| Svizzera         | Louis Noverraz, Bernard Dunand, Marcel Stern                       |
| Unione Sovietica | Konstantin Aleksandrov, Konstantin Mel'gunov, Vladimir Aleksandrov |

## Classifica finale
| Pos.    | Nazione          | Equipaggio                                                       | Punti Totali | 1ª regata | 1ª regata | 2ª regata | 2ª regata | 3ª regata | 3ª regata | 4ª regata | 4ª regata | 5ª regata | 5ª regata | 6ª regata | 6ª regata | 7ª regata | 7ª regata |
| Pos.    | Nazione          | Equipaggio                                                       | Punti Totali | P.F       | P.R       | P.F       | P.R       | P.F       | P.R       | P.F       | P.R       | P.F       | P.R       | P.F       | P.R       | P.F       | P.R       |
| ------- | ---------------- | ---------------------------------------------------------------- | ------------ | --------- | --------- | --------- | --------- | --------- | --------- | --------- | --------- | --------- | --------- | --------- | --------- | --------- | --------- |
| Oro     | Svezia           | Ulf Sundelin Jörgen Sundelin Peter Sundelin                      | 8,0          | 4         | 8,0       | 1         | 0,0       | 1         | 0,0       | 1         | 0,0       | 5         | 10,0      | 1         | 0,0       | 1         | 0,0       |
| Argento | Svizzera         | Louis Noverraz Bernard Dunand Marcel Stern                       | 32,0         | 1         | 0,0       | 5         | 10,0      | 2         | 3,0       | 2         | 3,0       | 4         | 8,0       | 4         | 8,0       | DNF       | 20,0      |
| Bronzo  | Gran Bretagna    | Robin Aisher Adrian Jardine Paul Anderson                        | 39,8         | 6         | 11,7      | 2         | 3,0       | 4         | 8,0       | 3         | 5,7       | 8         | 14,0      | 3         | 5,7       | 3         | 5,7       |
| 4       | Germania Ovest   | Rudolf Harmstorf Harald Stein Karl-August Stolze                 | 47,4         | 2         | 3,0       | 3         | 5,7       | 5         | 10,0      | 9         | 15,0      | 3         | 5,7       | 9         | 15,0      | 4         | 8,0       |
| 5       | Italia           | Giuseppe Zucchinetti Antonio Carattino Domenico Carattino        | 51,1         | 3         | 5,7       | 7         | 13,0      | 3         | 5,7       | DNF       | 20,0      | 1         | 0,0       | 6         | 11,7      | 9         | 15,0      |
| 6       | Canada           | Stan Leibel Ernest Weiss Jack Hasen                              | 68,0         | DNF       | 20,0      | 9         | 15,0      | 12        | 18,0      | 7         | 13,0      | 2         | 3,0       | 2         | 3,0       | 10        | 16,0      |
| 7       | Australia        | William Solomons Gilbert Kaufman James Hardy                     | 69,4         | 5         | 10,0      | 4         | 8,0       | 6         | 11,7      | 6         | 11,7      | 12        | 18,0      | 12        | 18,0      | 5         | 10,0      |
| 8       | Stati Uniti      | Gardner Cox Steve Colgate Stuart Walker                          | 74,7         | 7         | 13,0      | 8         | 14,0      | 8         | 14,0      | 4         | 8,0       | 9         | 15,0      | 8         | 14,0      | 6         | 11,7      |
| 9       | Unione Sovietica | Konstantin Aleksandrov Konstantin Mel'gunov Vladimir Aleksandrov | 77,7         | 13        | 19,0      | 6         | 11,7      | 11        | 17,0      | 5         | 10,0      | 7         | 13,0      | 7         | 13,0      | 7         | 13,0      |
| 10      | Francia          | Pierre Brétéché Gilles Buck Roger Tiriau                         | 80,0         | 9         | 15,0      | 10        | 16,0      | 7         | 13,0      | 12        | 18,0      | 11        | 17,0      | 10        | 16,0      | 2         | 3,0       |
| 11      | Norvegia         | Crown Prince Harald Eirik Johannessen Stein Føyen                | 91,0         | 10        | 16,0      | DQ        | 22,0      | 10        | 16,0      | 10        | 16,0      | 10        | 16,0      | 5         | 10,0      | 11        | 17,0      |
| 12      | Messico          | Carlos Braniff Antonio Recamier Iker Belausteguigoitia           | 91,7         | 11        | 17,0      | 12        | 18,0      | 9         | 15,0      | 11        | 17,0      | 6         | 11,7      | 11        | 17,0      | 8         | 14,0      |
| 13      | Danimarca        | William Berntsen Erik Johansen Christian Hansen                  | 101,0        | 8         | 14,0      | 11        | 17,0      | 13        | 19,0      | 8         | 14,0      | 13        | 19,0      | 14        | 20,0      | 12        | 18,0      |
| 14      | Porto Rico       | Lee Gentil Hovey Freeman James Fairbank                          | 114,0        | 12        | 18,0      | 13        | 19,0      | 14        | 20,0      | 13        | 19,0      | 14        | 20,0      | 13        | 19,0      | 13        | 19,0      |